# 비야디 M3 DM
비야디 M3 DM(영어: BYD M3 DM)은 비야디 자동차에서 2014년부터 생산 중인 승합차이고, 경쟁 차종으로는 현대자동차의 그랜드 스타렉스가 있다.

## 세부정보
MSRP의 가격은 약 75,000 위안으로 추정된다.